# Robert Oehle
Robert Oehle (Gütersloh, 22 maggio 1988) è un cestista tedesco.